# Tendring District
Tendring ist ein District in der Grafschaft Essex in England. Er ist nach dem Dorf Tendring benannt, der Verwaltungssitz ist jedoch Clacton-on-Sea. Der District erstreckt sich vom Fluss Stour im Norden zum Fluss Colne im Süden. Damit bildet das Gebiet eine in die Nordsee hineinragende Halbinsel.
Der Bezirk wurde am 1. April 1974 gebildet und entstand aus der Fusion der Städte Brightlingsea, Clacton-on-Sea und Harwich mit dem Urban District Finton and Walton und dem Rural District Tendring.
Der Distrikt Tendring pflegt Städtepartnerschaften zu Biberach an der Riß (Deutschland), Świdnica (Polen) und Valence (Frankreich).

## Orte im District
- Brightlingsea
- Clacton-on-Sea
- Frinton-on-Sea
- Harwich
- Manningtree
- Mistley
- Tendring
- Walton-on-the-Naze